# Jelena Herrmann
Jelena Coralie Herrmann (* 8. Dezember 1999 in Saalfeld/Saale) ist eine deutsche Kinderdarstellerin.

## Leben und Karriere
Jelena Herrmann gab ihr Debüt in der Fernsehserie Schloss Einstein. Mit ihrer Rolle als Miriam Kreil gehörte sie ab Folge 741 zur Hauptbesetzung; ihren letzten Auftritt hatte sie in Folge 844.

## Filmografie
- 2012–2015: Schloss Einstein (76 Folgen)
- 2013: KI.KA Live – Schloss Einstein Backstage

## Auszeichnungen
- 2013: Kinder-Medien-Preis „Der weiße Elefant“